# Indywidualne mistrzostwa świata 50+ w speedrowerze
Indywidualne mistrzostwa świata 50+ w speedrowerze (ang. World Over 50s Individual Cycle Speedway Championship) – turniej wyłaniający najlepszego zawodnika powyżej 50. roku życia w speedrowerze. Prowadzony jest przez Międzynarodową Federację Speedrowerową. Pierwsze mistrzostwa odbyły się w 2019 roku w Polsce.

## Medaliści
| Rok  | Miejsce   | Złoto      | Srebro        | Brąz       | Źr.   |
| ---- | --------- | ---------- | ------------- | ---------- | ----- |
| 2019 | Leszno    | Paddy Wenn | Norman Venson | Paul White | [ 1 ] |
| 2023 | Salisbury | Paul White | Steve Harris  | Brad Hoppo | [ 1 ] |

## Klasyfikacja medalowa

### Według zawodników
Stan po sezonie 2023
| Lp. | Zawodnik      | Państwo/Kraj | Lata      | Złoto | Srebro | Brąz | Razem |
| --- | ------------- | ------------ | --------- | ----- | ------ | ---- | ----- |
| 1.  | Paul White    | Australia    | 2019–2023 | 1     | –      | 1    | 2     |
| 2.  | Paddy Wenn    | Irlandia     | 2019      | 1     | –      | –    | 1     |
| 3.  | Norman Venson | Anglia       | 2019      | –     | 1      | –    | 1     |
| 3.  | Steve Harris  | Anglia       | 2023      | –     | 1      | –    | 1     |
| 5.  | Brad Hoppo    | Australia    | 2023      | –     | –      | 1    | 1     |

### Według państw/krajów
Stan po sezonie 2023
| Lp. | Państwo/Kraj | Złoto | Srebro | Brąz | Razem |
| --- | ------------ | ----- | ------ | ---- | ----- |
| 1.  | Australia    | 1     | –      | 2    | 3     |
| 2.  | Irlandia     | 1     | –      | –    | 1     |
| 3.  | Anglia       | –     | 2      | –    | 2     |